# Municipio de Cranbury
El municipio de Cranbury (en inglés: Cranbury Township) es un municipio ubicado en el condado de Middlesex en el estado estadounidense de Nueva Jersey. En el año 2010 tenía una población de 3,857 habitantes y una densidad poblacional de 110.8 personas por km².

## Geografía
El municipio de Cranbury se encuentra ubicado en las coordenadas 40°18′26″N 74°30′59″O / 40.30722, -74.51639.

## Demografía
Según la Oficina del Censo en 2000 los ingresos medios por hogar en el municipio eran de $111,680 y los ingresos medios por familia eran $128,410. Los hombres tenían unos ingresos medios de $94,683  frente a los $44,167 para las mujeres. La renta per cápita para la localidad era de $50,698. Alrededor del 1.6% de la población estaba por debajo del umbral de pobreza.